# 2017年中国大陆
| 中国历史 / 中国历史年表 |
| 世紀： 20世纪中国 / 21世纪中国 / 22世纪中国 |
| 年代： 1980年代中国大陆 / 1990年代中国大陆 / 2000年代中国大陆 / 2010年代中国大陆 / 2020年代中国大陆 / 2030年代中国大陆 / 2040年代中国大陆                     |
| 年份： 2013年中国大陆 / 2014年中国大陆 / 2015年中国大陆 / 2016年中国大陆 / 2017年中国大陆 / 2018年中国大陆 / 2019年中国大陆 / 2020年中国大陆 / 2021年中国大陆 |
| 纪年： 丁酉年（鸡年）、中华人民共和国成立68周年 |

## 党和国家领导人

### 最高领导人
- 中共中央总书记：习近平

### 国家元首
- 国家主席：习近平

### 政府首脑
- 国务院总理：李克强

### 立法机关
- 全国人大常委会委员长：张德江

### 统战机关
- 全国政协主席：俞正声

## 大事记
2017年中国：1月 - 2月 - 3月 - 4月 - 5月 - 6月 - 7月 - 8月 - 9月 - 10月 - 11月 - 12月

### 1月
- 1月2日，共青团中央在官方微信上宣布正式进驻 b 站[1]。
- 1月4日，四川省攀枝花市会展中心发生枪击案件。持枪人闯进会场，对正在开会的该市委、市政府主要负责人进行连续射击后逃窜。市委书记张剡、副书记兼市长李建勤受伤。犯罪嫌疑人系该市国土资源局局长陈忠恕，被发现时，已在会展中心负二楼自杀身亡。[2]
  - 15时20分许，一名嫌疑人潜入中国凭祥市一所幼儿园砍伤12名幼儿（其中重伤5名）。目前41岁的嫌疑人覃鹏安已被警方控制。受伤儿童都已被送往医院治疗。[3]
- 1月6日，环保部部长陈吉宁主持新闻发布会，陈吉宁称去年入冬以来多个地区发生多起大面积、长时间的重污染事件，他身为环保部长感到内疚和自责[4]。
- 1月7日，美国缉毒局于广州新设办事处，加强美中两国打击全球毒品贸易的合作[5]。习近平总书记在中共十八届中央纪委七次全会上强调，党的十八大以来，全面从严治党取得显著成效，但仍然任重道远。要做到惩治腐败力度决不减弱、零容忍态度决不改变，坚决打赢反腐败这场正义之战。[6]。
- 1月8日，新疆和田警方在追捕皮山县“4•22案”时射杀三名东突人员[7]。
- 1月9日，福州地铁福州地铁1号线一期北段象峰站-上藤站正式试运营，福州市正式迈入地铁时代[8]。
- 1月10日，香港《苹果日报》发布文化部封杀全球55名艺人的名单，陈升、徐若瑄、黄耀明等明星榜上有名[9]。
- 1月10日，教育部基础教育二司发函要求将“八年抗战”字样的教材内容均一律改为“十四年抗战”，“确保树立并突出十四年抗战概念”[10]。
- 1月14日，最高人民法院院長周强指出要严厉惩处煽动颠覆政权等危害国家安全犯罪，深化反邪教斗争[11]。对此，法廣报道指出，大法官周强公开反对司法独立，评论称倒行逆施兼违联合国决议[12]。
- 1月15日，由中国中央电视台主办的2016CCTV体坛风云人物评选在北京国家游泳中心举行，乒乓球运动员马龙和女排运动员朱婷夺得最佳男运动员和最佳女运动员奖，中国女子排球队获得最佳团队奖和评委会大奖[13]。
- 1月20日，湖北襄阳市南漳县城关镇海市蜃楼酒店后山山体崩塌，12人遇难，3人获救[14][15]。
- 1月22日，中国共产党中央政治局召开会议，决定设立“中央军民融合发展委员会”，中共中央总书记习近平任主任[16]。
- 1月23日，“私募一哥”徐翔操纵证券市场案一审宣判，徐翔及同案案犯王巍、竺勇操纵证券市场罪成，分别被判有期徒刑五年六个月、有期徒刑三年、有期徒刑二年缓刑三年，同时并处罚金[17]。
- 1月23日，工业和信息化部宣布开展为期一年多的行动，要求查处多种“无证经营、超范围经营、‘层层转租’等违法行为”，整顿互联网接入服务，代理服务器（VPN）服务或受影响[18]。
- 1月24日，山东省济南市中级人民法院正式宣判山东疫苗非法经营案，被告人庞红卫犯非法经营罪被判十九年，而孙琪犯非法经营罪判处有期徒刑六年[19]。
- 1月24日，山东省济南市中级人民法院对前全国政协副主席苏荣涉受贿罪、滥用职权罪、巨额财产来源不明罪作出一审宣判，苏荣被判处无期徒刑，剥夺政治权利终身，并处没收个人全部财产，至此“大老虎”案全部宣判[20]。
- 1月25日，中央军方媒体《中国国防报》刊文评论香港歌手张敬轩被踢出《歌手2017》事件，倡议严厉对付“辱华涉独”的香港、台湾艺人[21]。
- 1月25日，针对近日在微博和微信朋友圈广泛流传的有关“频繁旅客护照”的传言，外交部表示消息“纯属捏造，请勿轻信”[22][23]。
- 1月26日，天津市第一中级人民法院二审审判争议巨大的赵春华气球射击摊案。法院认定赵春华罪名成立，但因其主观恶性程度相对较低，犯罪行为的社会危害相对较小，故判处她有期徒刑三年，缓刑三年，赵春华当庭表示认罪[24]。
- 1月27日，前中共中央总书记胡锦涛在广州花市被拍到，中共广东省委书记胡春华和越秀区委书记王焕清等陪同[25][26]。
- 1月27日，2017年中国中央电视台春节联欢晚会在中央电视台彩色电视中心一号演播大厅举行[27]。
- 1月29日，一艘载有约20名中国游客的船只在从马来西亚亚庇前往沙巴著名旅游景点环滩岛（英语：Mengalum Island）途中失去联系，船上共载有31人游客，其中28人是中国人[28]。最终22名旅客和船員獲救，3人遇難，6人失蹤。[29]
- 1月29日，浙江省宁波市雅戈尔动物园一名男子遭老虎攻击致死，老虎遭警方枪杀[30]。

### 2月
- 2月1日，针对英国广播公司关于解放军老兵王琪上世纪60年代中印战争结束后流落印度乡村50年的报道，中国驻印度大使馆领事部主任赵军回应称“知悉此事”，相信"此事一定能够获得圆满解决"[31][32]。
- 2月2日，浙江省温州市文成县百丈漈镇外大会村一座四层民房倒塌，9人被埋，5人遇难[33]。
- 2月4日，北京市网信办发布消息，因擅自从事互联网新闻信息及视听节目服务，责令梨视频立即停止违法违规行为，进行全面整改[34]。外界猜测，梨视频此次被勒令整改，可能与网站上载的天安门广场车祸视频有关[35]。
- 2月5日，浙江省天台县“足馨堂”足浴店突发火灾，8人现场死亡，10人抢救无效死亡，18人受伤[36]。
- 2月6日，中国国家互联网信息办公室发布《网络产品和服务安全审查办法（征求意见稿）》，进一步明确所有涉及“国家安全和公共利益”网络产品的审查内容和范围，提议设立网络安全审查委员会[37][38]。
- 2月7日，外交部发言人陆慷在例行记者会上表示，前卫生部副部长黄洁夫赴梵蒂冈出席反对器官贩卖全球峰会与中梵关系无关，但对改善双边“抱有诚意”[39][40]。
- 2月8日，安徽省铜陵市恒兴化工高沸点溶剂罐发生爆炸，2名值班人员被烫伤，暂无人员伤亡。[41][42]
- 2月9日，美国总统唐纳德·特朗普致函中国领导人、中共总书记习近平，表达对共同推动惠及两国的建设性中美关系的愿景及祝贺中国民众春节和元宵节快乐。[43]对此，外交部发言人重新强调“中方高度重视中美关系发展”，双方应避免冲突[44]。
- 2月9日，浙江省卫生和计划生育委员会通报，浙江省中医院未采取“一人一管一抛弃”的规范，重複使用吸管导致至少5名无辜治疗者受到艾滋病毒交叉感染，属重大医疗事故。[45][46]
- 2月10日，美国总统唐纳德·特朗普与中国国家主席习近平通电话，表示愿意遵守“一个中国”政策。[47][48]
- 2月12日，广州市疾病预防控制中心表示该市三成以上的市场“不同程度”受H7N9禽流感病毒污染，呼吁民众避免接触活禽[49][50]。
- 2月14日，新疆和田市皮山县发生暴力恐怖袭击，3名暴徒持刀冲入一小区砍杀群众，10人被砍伤，其中5人伤重不治身亡，3名持刀者被警方击毙[51][52]。
- 2月18日，商务部宣布全面禁止向朝鲜进口煤炭，回应联合国安理会针对去年朝鲜核试验的制裁决议[53]。
- 2月18日，武汉武昌火车站附近一面馆发生砍人事件，犯罪嫌疑人胡某（男，22岁）因口角纠纷，持面馆菜刀将面馆业主姚某砍死[54]。
- 2月21日，于天津港“8.12”特别重大火灾爆炸事故后被调查的原国家安全生产监督管理总局局长杨栋梁因受贿、贪污案被判有期徒刑15年，并处以200万元人民币罚金[55]。
- 2月24日，国务院人事变动：徐绍史被免去发展和改革委员会主任职务，由何立峰接任[56][57]；吴爱英被免去司法部部长职务，由张军接任[56]；高虎城被免去商务部部长职务，由钟山接任[58]。
- 2月25日，中国拥有全部知识产权的“子弹头”中国标准动车组于京广铁路发车，始发站为北京西站，终点站为广州南站，全长2200公里[59]。
- 2月25日，江西省南昌市红谷滩区唱天下KTV发生火灾，10人死，13人伤[60][61]。
- 2月25日，原中共中央台湾工作办公室、国务院台湾事务办公室副主任郑立中被撤职，同时其全国政协和港澳台侨委员会委员资格也被免除[62][63]。

### 3月
- 3月1日，《电影产业促进法》正式实施，电影分级制度初现端倪，劣迹艺人可能失业[64][65]。
- 3月1日，伊斯兰国维吾尔族分支发布威胁视频，圣战者扬言要让中国“血流成河”，这是该组织首次发表针对中国的威胁[66][67]。
- 3月2日，针对韩国乐天集团出让星州郡高尔夫球场部署萨德系统事件，中国民间爆发抵制乐天集团浪潮[68][69]。
- 3月3日，中国人民政治协商会议第十二届全国委员会第五次会议在北京人民大会堂开幕，全国政协主席俞正声作常委会工作报告[70]。
- 3月5日，第十二届全国人民代表大会第五次会议在北京人民大会堂开幕，国务院总理李克强作政府工作报告，2017年的国内生产总值增长目标为6.5%[71]。
- 3月7日，三大电信运营商中国移动、中国电信和中国联通宣布自今年10月1日全面取消手机长途和漫游费[72]。
- 3月8日，第十二届全国人民代表大会第五次会议第二次全体会议召开，会议审议了《中华人民共和国民法总则（草案）》，全国人大常委会委员长张德江发表人大常委会工作报告[73][74]。
- 3月10日，中国证券监督管理委员会宣布，证监会近期查办了九好集团及鞍重股份涉嫌以虚增收入、虚构银行资产为手段，企图将有毒资产装进上市公司的重大信息披露违法案[75]。
- 3月22日，河南省濮阳县第三实验小学发生踩踏事故，共造成1人死亡、22人受伤。[76][77]
- 3月24日，微軟創辦人比爾·蓋茲與北京大學國家發展研究院名譽院長林毅夫舉行「中國的未來：創新、慈善與全球領導力」主題對談，比爾·蓋茲盛讚一帶一路戰略，「中國做出很好的表率」[78]。
- 3月27日，最高人民检察院派遣专员前往山东聊城调查于欢杀害侮辱母亲苏银霞讨债者一案，《南方周末》发表该案报道后，在社交媒体上引发公众关注[79]。

### 4月
- 4月1日，中共中央、国务院决定在河北省雄县、容城、安新三地设立雄安新区[80]，该区与之前设立的深圳经济特区和浦东新区属同一级别[81]。新区宣布成立后，大批炒房者涌入，须政府出面禁止叫停私人楼房交易[82][83]。
- 4月6日，北京市燃气集团召开“决胜2017煤改气行动”誓师动员大会，标志北京市全面启动2017年煤改气工作，预计9月完成实体工程，10月中旬通气[84]，亦是京津冀地区煤改气的一部分。要求在2017年冬采暖季之前，丰台区、通州区、大兴区、房山区的农村地区实现无煤化[85]。
- 4月9日，中共中央纪委监察部网站发布消息指中国保险监督管理委员会主席党委书记兼主席、中国共产党第十八届中央委员会委员项俊波涉嫌严重违纪，正接受组织审查，调查原因尚未披露。[86]。
- 4月20日，19时41分35.361秒天舟一号从文昌航天发射场使用新一代的长征七号运载火箭发射。这是天舟号货运飞船的首次任务。22日中午12时16分与天宫二号空间实验室进行首次无人交会对接，并为其补给燃料。

### 5月
- 5月3日，中国制造出世界上首台量子计算机。
- 5月6日, 凡伟称电荷不存在事件, 民间科学家凡伟冒用云南大学的学生身份在中国科学院科技论文预发布平台（ChinaXiv）上发布论文, 声称论证了电荷不存在, 引发物理领域, 科研人员, 相关高校及网络上较多关注和对于民科的讨论[87]。
- 5月7日，中国首架自行研制民航飞机C919在上海浦东国际机场成功试飞，中共中央和国务院发出贺电[88]。
- 5月9日晚19时许，长春火车站附近的汉口大街上，王运维砍伤14人。事发后，吉林省公安厅安康医院司法鉴定中心认为王运维属癔症性精神障碍，属于限制刑事责任能力。
- 5月11日，新疆喀什塔什库尔干县发生里氏5.5级地震，至少造成8人死亡，23人受伤[89]。
- 5月14日，“一帶一路”国际合作高峰论坛在雁栖湖国家会议中心开幕，国家主席习近平出席开幕式并发表主旨演讲[90]。
- 5月14日，女德教母丁璇在九江学院举办讲座，向女大学生宣讲女德。事后，丁璇的言论招致舆论广泛批评。但女德的兴起，亦引起中国女性权益可能逐步丧失的警醒。
- 5月17日，香港一名大學生帶12支仿真槍前往深圳，被海關查獲，深圳市中級人民法院一審裁定他“走私武器”罪成，判囚7年及罰款2萬元人民幣。法院處理其上訴申請[91]。
- 5月18日，中国在全球首次试采可燃冰成功。
- 5月20日，全球首款机载风冷有源相控阵火控雷达取得重大突破。
- 5月22日，大飞机C929重大进展。
- 5月23日，中国乌镇围棋峰会在乌镇开幕，排名世界第一的中国棋手柯洁首轮对阵AlphaGo的比赛以1/4子告负[92]。
- 5月27日，国台办发言人安峰山证实李明哲因涉嫌“颠覆国家政权罪”被湖南省安全机关依法逮捕[93]。

### 6月
- 中國內地小學生興起新興「玩意」牙签弩，它如同成人手掌般大小，但可發射牙签，也可以發射鋼針，具有一定的殺傷力[94]。
- 6月5日，根據美國「國家利益」雙月刊最新出爐世界最強海軍排名，美國、中國、俄羅斯為前三名，第四名英國。從東海到非洲之角，中國軍艦頻繁出現，這已對全球事務造成衝擊，預估此趨勢還將加速。華府智庫評估，到2030年，全球性中國海軍的存在將是國際政治一個重要且具影響力的事實，美國及其盟友有必要準備應對一個「崛起了的中國」，而非「崛起中的中國」[95]。
- 6月10日，中國電子科技集團公司宣布，成功進行119架固定翼無人機的集群飛行試驗，刷新2016年珠海航展的67架紀錄，美軍今年1月締造的103架紀錄也被打破[96]。
- 6月13日，中华人民共和国与巴拿马建交，同时巴拿马与中华民国断交[97]。中國航天科技集團公司第十一研究院透露，中國首次成功研製的大型長航時臨近空間新型彩虹-T4太陽能無人機，在西北某地完成臨近空間、超過20公里高空的飛行試驗，並取得圓滿成功，未來其滯空時間可長達數月之久，具備「準衛星」特性。中国成為繼美國和英國後的世界第三[98]。
- 6月13日，2018年国际足联世界杯预选赛亚洲区比赛，中国国家足球队2:2战平叙利亚国家足球队[99]。
- 6月14日，解放軍海軍已經熟練掌握AIP（絕氣推進系統）技術，並推測海軍傳統動力潛艇已裝備該系統，並達到世界先進水準[100]。
- 6月15日，中国在酒泉卫星发射中心采用长征四号乙运载火箭，成功发射首颗X射线空间天文卫星“慧眼”[101]。北京朝阳大悦城一加油站首现101号汽油，多为豪车加油。该加油站的油价信息显示，92号汽油售价为每升5.85元；95号汽油每升6.5元；98号汽油每升7.28元；而这款“101号”汽油则为每升9.98元，要比98号汽油每升高出2.7元。 [102][103]江蘇省徐州市豐縣創新幼兒園附近發生爆炸。官媒報道說，2017年丰县“6·15”爆炸已經造成8人死亡，65受傷。经核实，爆炸发生时，创新幼儿园尚未放学，该园无师生伤亡。[104]
- 6月16日，中方在洞朗地区进行道路施工。
- 6月18日，印度边防部队270余人携武器，同2台推土机，在多卡拉山口越过锡金段边界线100多米，进入中国境内阻挠中方修路。印军越界人数最多时达400余人，2台推土机和3顶帐篷，越界纵深180多米。
- 6月19日，长征三号乙运载火箭于西昌卫星发射中心搭载发射中星9A广播电视直播卫星，发射过程中火箭三级工作异常，卫星未能进入预定轨道，任务失利[105]。
- 6月22日，杭州保姆纵火案，凌晨5时许，莫某晶在蓝色钱江公寓2幢1单元1802室室内放火，导致雇主家中母子四人死亡。28日，杭州市公安局以涉嫌放火罪、盗窃罪两项罪名向杭州市检察院提请批捕犯罪嫌疑人莫某晶(女，34岁，广东东莞人)。[106]國家新聞出版廣電總局通知，新浪微博、ACFUN和鳳凰網等三網站在不具備《信息網絡傳播視聽節目許可證》的情況下開展視聽節目服務，並“大量播放不符合國家規定的時政類視聽節目和宣揚負面言論的社會評論性節目”，按照《互聯網視聽節目服務管理規定》關停這些網站的視聽節目服務[107]。
- 6月23日，张继科、马龙、樊振东相继退出2017中国乒乓球公开赛，起因或为原中国乒乓球队总教练刘国梁明升暗降成为第19位中国乒乓球协会副主席[108][109]。此后刘国梁事件引爆中国大陆舆论，涉及中华人民共和国体育最高领导者，国家体育总局局长苟仲文。[110]
- 6月23日，外交部长王毅在黎巴嫩代表中国政府，对中东难民问题表态，认为难民不是移民，在世界各地流离失所的难民还是要回到自己的祖国，重建自己的家园[111]。
- 6月24日，四川省茂县山體滑坡，10死73失蹤[112]。
- 6月25日，女星姚晨在新浪微博转发外交部长王毅关于中东难民问题的文章。26日，正式发文表示，从未表达过“呼吁中国接收难民”的观点。此前，中国网友借姚晨难民事件表达反对中国接收难民的立场。
- 6月26日，復興號動車組上午從北京南站和上海虹橋站同時對開首發[113]。外交部证实，印度军人侵入西藏亚东县洞朗。此后印度军队拒绝回国，双方军事对峙。隶属于印度商工部的印度反倾销和联合税收总局称，已有足够证据证明，从中国进口的聚酯高强力纱线存在倾销现象。调查将涵盖从2016年4月到今年3月的这段时间。
- 6月27日，印度陆军参谋总长拉瓦特到锡金前线中印军队对峙地视察[114]。视察了17山地师和27山地师总部，其中17山地师负责锡金段防务，在锡金东部有4个山地旅，每个旅3000人左右，所有高级军官都参加了讨论会。
- 6月28日，中國海軍055型驅逐艦下水[115]。中国暫停印度香客前往西藏朝聖，外交部發言人陸慷說，這是印度邊防人員非法越界所致。
- 6月29日，中国国家乒乓球男队集体退出即将举行的澳大利亚乒乓球公开赛。印度陆军参谋总长拉瓦特说印度已准备好2.5线战争，也就是处理中国、巴基斯坦和国内安全。
- 6月30日：
  - 香港回归二十周年，习近平总书记视察香港，在石岗军营检阅中国人民解放军驻香港部队[116]。
  - 中国网络视听节目服务协会颁布《网络视听节目审核通则》，禁止涉及同性恋、早恋的内容出现在节目中[117][118]。
  - 印度国防部部长阿伦·贾伊特利针对目前中印边境对峙不断升温表示，印度已非1962年的印度[119]。印度外交部发表声明称，2012年中印两国就中印边界锡金段尚未最终划定达成一致。“双方只是认同了边界走向，有关锡金段边界的进一步谈判将交由边界谈判特别代表完成。[120]”

### 7月
- 7月2日，部署在日本橫須賀海軍設施的斯特西姆号驱逐舰驶入西沙群岛最南端的中建岛12海里范围内巡航。中国派出军舰战机警告美舰。美国不承认这些岛礁为岛屿，因此也不承认岛礁周围为领海。日本称中国海军舰艇当日通过津轻海峡进入日本领海，中国称未入日领海。长征五号遥二火箭在海南文昌航天发射场发射失败。台北市長柯文哲在上海參加「雙城論壇」，上海市長應勇说今年是兩岸同胞打破隔絕狀態地30週年，兩岸同胞是一家人，是不可分割命運共同體。柯文哲提出「秉持兩岸一家親理念，加強兩岸交流合作，建構兩岸命運共同體，共同追求兩岸人民更美好未來，現在面臨僵局，是可以克服的。」此言论引发台湾绿营强烈不满。
- 7月3日，中国与印度锡金的边境军队对峙超过20天，中国取消了印度记者团对西藏的访问。双方都已增兵，印军士兵“枪口朝下，进入非战斗模式”。中国外交部发言人耿爽表示，印军越过已定边界，违背历史界约、《联合国宪章》和国际法的基本原则，“性质非常严重”。中方对印度同不丹之间保持正常的双边关系不持异议。但我们坚决反对印方以“维护不丹利益”为借口，为其越界侵犯中国领土“正名”。洞朗地区历来属于中国，一直在中方有效管辖之下，不存在争议。中国和不丹于上个世纪80年代开始边界谈判，迄今已举行24轮。两国虽尚未正式划界，但双方对边境地区的实际情况和边界线走向存在基本共识。对于洞朗属于中国这一点，中不双方不存在分歧。中方注意到，印方声明对1890年《中英会议藏印条约》完全避而不提，然而正是这个条约明确划定了中印两国在事发地点锡金段的边界线走向。中国国防部新闻发言人吴谦说解放军已经在西藏进行了35吨轻型坦克的战斗演练，中国边境部队绝对会扞卫国家主权和领土的完整。“一个印度”网站引述印度防卫专家塞加尔的话威胁称，如果中国不撤军，可能引发区域战争。柯文哲下午返台前一刻，與國台辦主任張志軍會面。提及「兩岸一家親、命運共同體」。
- 7月5日，越南一艘与国际公司“塔里曼-越南”签订合同的钻井船在南沙“万安北-21”海域合同区块进行钻井作业。
- 7月6日，下午1时许，在广河高速禾岭头隧道口往河源方向约100米处，一辆由廣州開往揭陽客运大巴发生翻车事故。多名乘客被拋出車外，現場血迹斑斑，乘客哀號聲四起，载客44人已致19死。當局出動直升機將傷者送院，傷者分別被送往龍門縣、博羅縣和廣州的醫院救治。龍門縣人民醫院接收10多名傷者[121][122]。
- 7月9日，宝兰客运专线建成通车，与已开通运营的徐兰客运专线西宝段、兰新高铁连通，将中国西北地区纳入全国高速铁路网。[123]
- 7月10日，中华人民共和国第十三届运动会群众比赛健身气功决赛新闻发布会在天津市滨海新区大港体育中心举行，健身气功项目将列入比赛项目[124]。
- 7月11日，广东省湛江市某军港码头举行中国人民解放军驻吉布提保障基地成立暨部队出征仪式[125]。
- 7月14日，山东23岁大学毕业生李文星离奇溺毙于天津静海区。其因找工作被诱到天津加入传销组织“蝶贝蕾”。
- 7月15日，京新高速公路内蒙古、新疆、甘肃段通车，穿越了戈壁乌兰布和、腾格里和巴丹吉林荒漠地区和无人区。[126]陈敏尔接任孙政才，任中国共产党重庆市委员会书记，孙志刚任贵州省委书记[127][128]。
- 7月16日
  - 江苏省苏州市常熟纵火案造成22死亡、3人轻伤。
  - 深圳寶安區西鄉街道的沃爾瑪超市晚間8時許發生斬人事件，最少造成2死9傷，當局稱單獨行兇的蔣姓兇手已經被捕[129]。
- 7月20日，新华社公布《新闻信息报道中的禁用词和慎用词》，其中指明不能使用台湾方面的“九二共识、一中各表”[130]；港澳方面，不寫「中港」、「中澳」而需寫「內地與香港（澳門）」、「京港澳」，不將港澳回歸寫為「主權移交」而寫「恢復行使主權」，不寫香港是「英國殖民地」而要改為「受殖民統治」[131]；生活用語方面，日常常用的詞如「影帝」、「影后」和「女神」等也不能用，要以「著名演員」、「著名藝術家」等表述[132]。
- 7月21日，公安部公布深圳市善心汇公司的张天明等人因涉嫌组织、领导传销活动等犯罪问题进行查处，被执行刑事强制措施。[133]善心汇全国会员不满公安部的处置，聚集在北京大红门国际会展中心等地抗议，要求当局释放张天明[134]。
- 7月22日，北京市文化局回应网友禁止加拿大籍歌手贾斯汀·比伯来华演出的疑问，指出他“是一个有歌唱才华但也是一个有争议的年轻外籍歌手”，但“为规范国内演出市场秩序，净化演出市场环境，因此不宜引进有不良行为的演艺人员”，希望他“在成长过程中不断完善自己的言行，真正成为受公众喜爱的歌手”[135][136]。
- 7月24日，中國共產黨中央委員會宣布中央政治局委員、重慶市委前書記孙政才涉嫌严重违纪，決定由中共中央纪律检查委员会对其立案审查。[137]中国加强打击传销活动。
- 7月27日，三大电信运营商中国电信、中国移动和中国联通宣布从9月1日起取消国内长途漫游费[138]。
- 7月28日，香港有線電視廣州辦事處一名司機因在19日接載有線記者到江門新会区崖门炮台拍攝劉曉波「頭七」海祭，疑因此被公安拘捕，羈押於江門市新會區看守所。香港記者協會強烈譴責事件，要求當局解釋拘留原因。該名司機是廣東肇慶人，任職香港有線廣州辦事處司機多年，也曾採訪敏感新聞並遭騷擾和問話[139][140]。後來獲得釋放[141][142]。
- 7月30日，庆祝中国人民解放军建军90周年阅兵在朱日和合同战术训练基地举行，中共中央总书记、国家主席、中央军委主席习近平检阅部队并发表讲话。[143]
- 7月31日，网易云音乐的开屏页面显示共青团中央入驻的广告，继入驻 b 站、知乎和微博等平台后，正式踏入新音乐领域[1]。

截至7月底，印度边防部队仍有40多人和1台推土机在洞朗滞留。

### 8月
- 8月1日，一名60余岁男子从汽车里开枪射击中华人民共和国驻洛杉矶总领事馆后自尽，事后证明该男子为中华人民共和国公民。
- 8月2日，中国外交部发表《印度边防部队在中印边界锡金段越界进入中国领土的事实和中国的立场》[144]。
- 8月6日，中国著名外交家、国际法学家厉声教在北京病逝。[145][146]
- 8月7日，上午11时许，邯郸武安市中兴路西岭湖大药房门前，一男子持刀斩人，3死3重伤，当中包括小童。警方已制伏疑凶，疑凶为武安市磁山镇人。天津警方当天通报，以打击整治静海传销为重点的集中行动开展2天以来，当局共出动警力3000余名，在天津市各重点地区开展打击传销行动，共排查了621个村街社区，发现420处传销窝点，“清理”传销人员85人。
- 8月8日，凌晨，凉山州普格县发生山洪灾害，24人死亡，1人失联、4人轻伤。此外，当地157户577人不同程度受灾[147]。21时19分46秒四川省阿坝州九寨沟县发生里氏7.0级地震，震源深度20千米。地震造成19人死亡，263人受伤，其中10人重伤。[148]
- 8月9日，7时27分，新疆博尔塔拉蒙古自治州精河县发生6.6级地震，震源深度11千米[149]。印度政府对93种从中国进口的产品征收反倾销税。主要针对化工和石化、钢铁和其他金属制品、纤维和纱线、机械产品、橡胶或塑胶制品、电力电子产品和消费品等[150]。
- 8月10日：
  - 美国海军麦凯恩号驱逐舰驶入南海美济礁人工岛礁12海里，进行捍卫“航行自由”巡航。这是美国总统特朗普就任以来，美国海军在南海进行的第三次捍卫“航行自由”的行动[151]。日本第十管区海上保安本部称，上午6时15分左右中国海警局所属的两艘公务船驶入鹿儿岛县佐多岬附近的日本领海，这是日本首次发现中国海警船在九州南部的日本领海航行。这两艘海警船7月15日还曾进入九州北部长崎县对马和福冈县冲之岛周边的日本领海[152]。
  - 西汉高速陕西段，河南经营的一辆客运车，从成都发往洛阳，23时34分许，途经西汉高速秦岭一号隧道时撞到隧道洞口，目前已造成36人死亡13人受伤。
  - 晚间，定州市四名未成年人杀人焚尸。截至8月13日17时，四名嫌疑人已全部到案[153]。
- 8月23日，厄瓜多尔民众上街抗議，譴責中國漁船在加拉帕戈斯群島捕鯊，厄方其後扣押涉事漁船，20名漁民被判1至4年監禁及罰款590萬美元[154][155]。中国外交部回应称反对任何形式的非法捕捞行为，将提醒中国渔船严格遵照厄方相关规定和程序，避免进入相关海域，又重申“希望厄方根据客观事实公平公正处理，切实保障中国船员正当合法权益”[156]。

### 9月
- 9月1日：開學日福建一校巴墮河，網傳至少16人死，南方都市報則指車上載有兩名成人和15名小學生，其中兩名成人當場確認死亡。[157]
- 9月7日：2017年9月7日，中国最高人民法院下属的中国执行信息网公布信息，乐视控股（北京）有限公司和乐视移动智能信息技术（北京）有限公司被列入了全国失信执行人名单。而赴美逾期不归的贾跃亭依旧担任乐视控股的法人。[158]
- 9月21日：中国海军最先进的052D型导弹驱逐舰155舰“南京号”；海军政委黄红飞酗酒猝死。
- 9月21日-22日：四川省仁寿县爆发大规模游行，民众抗议调整该县行政区划。[159]
- 9月27日：新华社发布国务院对《北京城市总体规划（2016年－2035年）》作出批复，提出要严格控制城市规模，并为北京市总人口「封顶」，将总人口控制在2,300万左右，同时提出对农田及生态保护，將城鄉建設用地（非農業用的發展用地）在2035年減少到2,760平方公里左右。[160]

### 10月
- 10月6日：下午6時25分，四川阿坝州九寨沟县发生4.0级地震，震源深度20公里。地震定位為北緯33.23度，東經103.80度。[161]
- 10月18日：中国共产党第十九次全国代表大会于北京人民大会堂开幕，中共中央总书记习近平代表第十八届中央委员会向大会作报告[162]。
- 10月25日：中国共产党第十九届中央委员会第一次全体会议在北京举行，选举产生习近平、李克强、栗战书、汪洋、王沪宁、赵乐际和韩正组成的新一届中央政治局常委[163]。

### 11月
- 11月8日：极限高空运动发烧友吴咏宁在湖南长沙高263米、62层大楼楼顶坠落至平台死亡[164]。
- 11月8日－10日：美國總統唐納·川普抵達中國北京展開為期3天的國事訪問，作為其亞洲之行的「重頭戲」且是上任總統後首次訪華，而且是中共十九大後首位到訪中國的外國元首，中方以「超國事訪問規格」接待。首天參觀故宮並在外拍照留念，後與中國國家主席習近平等人一同觀賞京劇等[165]。在來中國前已先後抵達日本和韓國訪問，結束對華訪問後會轉往越南和菲律賓，最後結束為期11天的亞洲之行[166]。
- 11月14日：上海携程亲子园虐童事件曝光。
- 11月18日：北京市大兴区西红门镇新建二村一处公寓发生火灾，造成19人死亡，是为「11·18大兴火灾事故」。火警起因疑是地下仓化学泡沫引燃，并产生有毒气体[167]；事后，北京市政府采用暴力驱逐“低端人口”，进行“安全隐患排查整改活动”，引来部分知识分子联名上书。
- 11月21日：网上爆出北京市朝阳区管庄红黄蓝幼儿园（新天地分园）国际小二班的幼儿被老师用针扎、餵成分不明的白色药片，并提供了孩子身上多个针眼的照片。
- 11月26日：
  - 浙江宁波上午8时50分许发生大爆炸，多栋建筑物震垮，当局称爆炸造成2人死亡。[來源請求]
  - 北京暴力強拆，清理大量「低端人口」，大批基層民眾被逼遷離居所。[168]

### 12月
- 12月1日：
  - 凌晨，天津市河西区友谊路与平江道交口一商业建筑城市大厦38层发生火灾。共造成10人死亡，5人受轻伤送医院救治，當局正進一步調查起火原因[169]。現場相片可見起火大廈的玻璃幕牆燒毀，部份窗戶餘下焦黑的窗框。天津市委書記李鴻忠上午赴現場察看災情，組織善後工作，並下令進行普查和預防整改，重點排查隱患。副市長孫文魁在記者會鞠躬道歉[170]。
  - 国家发改委发出通知，要求相关省区市价格主管部门立即召开液化天然气价格法规政策提醒告诫会，试图平抑天然气价格，但并不能解决当前市场天然气价格暴涨、气源短缺的问题。此前，中国政府在各地推进的煤改气、煤改电政策，最终推动天然气价格大幅上涨[171]。此前，北方居民在煤改气、禁煤等措施下已陷入供暖危机。
  - 中华人民共和国财政部早前宣布，进一步降低部分消费品进口关税，这天起生效。关税调整涵盖食品、药品、保健品、日化用品、服装鞋帽、家用设备及日杂百货等187项商品，分析认为对香港零售业影响轻微[172]。香港北區水貨客關注組發言人说：「由於內地假奶粉禁之不絕，『港貨』對民眾仍有一定吸引力。」[173]。
- 12月2日：
  - 中國政府因韓國部署薩德反導彈系統事件而實施的「限韓令」取消，中國赴韓旅行團在停辦8個多月後恢復，一支32人組成的中國旅行團當天晚間由北京抵達首爾仁川國際機場，獲韓國旅行社及免稅店職員歡迎。團友手持寫有「破冰韓國首發團」的橫額拍照留念，團友表示希望兩國人民頻繁往來，增進友誼。[174][175]
  - 台灣樂隊五月天一連5天在上海虹口体育场開唱，但當晚首場演出現場發生火災，調查原因是追光燈電源線接頭鬆動、產生火花，撲滅後演唱會不受影響，沒有人員受傷。[176][177]
- 12月4日：中国环保部下发特急函《关于请做好散煤综合治理确保群众温暖过冬工作的函》，请求北京、天津各区人民政府及河北、山西、山东、河南部分市人民政府，允许未完成煤改气、煤改电地区的民众燃煤取暖。试图解决供暖危机。
- 12月7日：中国西成客运专线开通运营。
- 12月10日下午12時許：四川绵竹市九龍鎮高塔灵官楼发生猛烈大火，從圖片可見整座塔陷入火海，火勢極其猛烈，整座建築燒成灰燼，無人傷亡。該座木塔始建於明朝崇禎年間，採用中國傳統卯榫結構，共16層高，號稱「亞洲第一高木塔」，曾於汶川大地震後被毀，後歷經8年重修[178][179]。
- 12月11日：北京市第三中级人民法院将贾跃亭列为失信被执行人[180]。
- 12月14日：谷歌宣布在中国成立人工智能研究中心[181]。
- 12月15日：
  - 因记录北京大规模驱逐农民工事件触怒当局，北京艺术家华涌于15号晚上在天津被抓捕[182]。
  - 法籍華裔畫家胡嘉岷和妻子Marine繪製巨型畫作《時差》亮相「深港城市建築雙城雙年展」，疑以畫中的空櫈影射及紀念劉曉波[183][184]。胡氏夫婦二人被帶走，曾經失聯，但現時安全沒有被關押，不過當局事後大為緊張，又重新逐字逐篩查所有作品，「寧殺錯無放過」[185]。
- 12月19日：張家口市公安局發出「綫索徵集」通告，公開搜集因實名舉報當地官員而被拘捕的律師武全的「犯罪綫索」[186]。
- 12月20日：
  - 廣西平南縣檢察院對自建VPN伺服器、向民眾提供有償VPN服務的吳向洋提起公訴，被法院定罪非法經營罪，判監五年六個月，並罰款五十萬元[187]。
  - 奇虎360旗下的水滴直播被曝全方位在線监控與直播民众日常生活，宣布永久关闭[188]。
  - 五联疫苗（防百日咳、白喉、破伤风、脊灰和b型流感嗜血杆菌感染）在北京、广州、南京等地據報存货告急，其中北京已暂停首针注射服务[189]。
- 12月21日：
  - 杭州市中级人民法院开庭审理杭州保姆纵火案，被告律师庭上指出杭州警方与检方没有尽职调查案件，仓促开审违反了刑事诉讼法，而案情重大复杂应由省外异地法院处理，律师退庭表示抗议，法院审理中止[190][191]。
  - 南京建邺区市场监管局沙洲食药监所，對租住區內住宅單位的河南一建筑公司職員开出《行政处罚听证告知书》 ，指他们在出租屋內夾钱搭伙吃饭的行為，是无证从事食品经营，处以15万多元的罚款[192]。
- 12月24日：中国环境保护部公布中国北部京津冀及周边“2+26”城市的“煤改气、煤改电”项目执行督查情况，表示经督查后发现一些地方曾发生气源不足等取暖问题的出现，统计数字涉及1208个村庄约42.6万户。中国北部今年开始执行的“煤改气、煤改电”计划导致天然气普遍短缺，曾使液化、天然气价格飞涨，并使众多居民在家中遭遇“无暖可取”的困境，不少工厂也因此被迫关闭。环保部所发布的报告，是官方首次承认该计划在发展和执行中的确带来负面影响[193]。
- 12月25日：
  - 在中国内地盛传貶抑打壓聖誕節及禁示黨政公職人員及大中學生參與聖誕活動時，據中國人權民運信息中心透露劉曉波遺孀劉霞獲准與弟弟劉暉一起外出觀賞聖誕燈飾，但無說明是否有國保或其他人員跟隨監視[194]。
  - 北京证监局发布通告，责令贾跃亭于2017年12月31日前回国，切实履行公司实际控制人应尽义务，配合解决公司问题[195]。
- 12月26日：
  - 多名网友发微博称，2018年考研数学存在泄题现象。南京中试考研的数学老师李林被指泄露大量考题。当日晚间，教育部考试中心回应称押题与实考试题不同，“考研泄题”说法不实[196]。但不少网友对此回应表示怀疑，央视新闻的微博采取关闭评论的措施。
  - 國家發改委公布《企業境外投資管理辦法》，將於明年3月1日正式實行，規定企業展開境外投資，應當受到當局核准、備案，並報告有關訊息，要求有關事務不得威脅國家利益和安全，不得違反宏觀調控和産業政策。涉及武器裝備的研製生產維修、跨境水資源開發、新聞傳媒等項目需向當局備案及申請核准[197]。
  - 长沙高铁南站广场外塑料景观墙起火，无人员伤亡[198]。
  - 天津市第二中级人民法院以「煽动颠覆国家政权」判处709事件被捕的维权人士吴淦有期徒刑八年、剥夺政治权利五年。[199]。
- 12月28日：廣州地鐵四條線路同步開通運營，其中14號線知識城支線配置全球首次全車30個高清視頻即時監控，地鐵列車每個車廂裝有4台高清攝像槍，6節車廂共安裝24台高清攝像槍，另外兩端司機室還各安裝了3台高清攝像槍。明年計劃開通的廣州地鐵14號線和21號線也預計配置監控設備，車廂高清監控探頭遂能連續不斷地向地面傳輸。預料該項技術未來將推廣至廣州所有地鐵線路[200]。
- 12月29日：「今日頭條」和「鳳凰新聞」部分欄目由今日下午起，分別暫停更新24和12小時。國家網信辦約見過「今日頭條」和「鳳凰新聞」的負責人，要求兩家企業的手機應用程式停止提供互聯網新聞服務[201]。

## 死亡
- 1月12日，李佩，语言学家、原中国科学院大学教授、著名力学家郭永怀之妻李佩在北京逝世，享年99岁[202]。
- 1月14日，周有光，语言学家、文字学家，《汉语拼音方案》之父周有光于北京协和医院逝世，享年111岁高寿[203][204]。
- 1月30日，江流，中共中央党校原校委常委、教育长，中国社会科学院原副院长江流因病医治无效在北京逝世，享年95岁[205][206]。
- 2月10日，气功师王林因患ANCA相关性血管炎、自體免疫性周围神经炎，导致多器官功能衰竭，经抢救无效在医院死亡[207]。
- 2月13日，任新民，中国科学院院士、两弹一星元勋任新民逝世，享年102岁[208]。
- 4月3日，周传基，北京电影学院退休教授周传基因肝癌在芝加哥逝世，享年92岁[209][210]。
- 4月17日，杨洁，1986年版电视剧《西游记》导演杨洁突发心脏病在北京逝世，享年88岁[211]。
- 4月28日，《东邪西毒》监制陈佩华去世。[212]
- 5月7日，吴文俊，国家最高科学技术奖得主、数学家吴文俊在家中摔倒后发脑出血送至北京医院，最终因病医治无效去世，享年97岁[213]。
- 5月10日，钱其琛，前中华人民共和国外交部部长、国务委员、国务院副总理钱其琛在北京因病去世，享年90岁[214]
- 5月11日，青青树动漫科技公司前CEO，《魁拔》系列制片人，清华大学美术学院硕士论文指导教师武寒青女士逝世。[215]
- 5月19日，《红岩》作者杨益言逝世，享年92岁。[216]
- 5月24日，严幼韵，顾维钧遗孀，在纽约去世，享年111岁[217]。
- 5月25日，金文声，著名曲艺家金文声先生在天津去世，享年87岁。[218]
- 7月13日，被中共囚禁的2010年诺贝尔和平奖得主劉曉波因肝癌于沈阳市中国医科大学附属第一医院去世，終年61歲[219]。
- 9月15日，南仁东，中国天文学家，被称为“天眼之父”，曾任FAST工程首席科学家兼总工程师、中国科学院国家天文台研究员，主要研究领域为射电天体物理和射电天文技术与方法，负责国家重大科技基础设施500米口径球面射电望远镜的科学技术工作。[220]。
- 12月14日，余光中，著名诗人、作家、翻译家余光中在台湾高雄去世，享年90岁[221]。同日，中华人民共和国国防科学技术工业委员会副主席、中国人民解放军中将、叶挺之子叶正大逝世，享寿90[222]。